# Архангельский, Виктор Алексеевич (лётчик)
Ви́ктор Алексе́евич Арха́нгельский (30 января 1890, Забайкальская область — не ранее апреля 1939) — русский военный лётчик, прапорщик, участник Первой мировой войны, кавалер ордена Святого Георгия 4-й степени (1917). После Октябрьской революции присоединился к Белому движению, но затем попал в плен. После окончательного установления советской власти в России, работал инженером-механиком в Красноярске. В 1939 году был обвинён в нарушении 58-й статьи УК РСФСР, но вскоре дело было прекращено.

## Биография
Виктор Архангельский родился 30 января 1890 года на территории Забайкальской области в семье православного священнослужителя. Общее образование получил в Иркутской гимназии, после окончания которой поступил в Томский технологический институт Императора Николая II.
1 июля 1913 года поступил на службу в Российскую императорскую армию рядовым на правах вольноопределяющегося 1-го разряда, служил во 2-й батареи 7-й Сибирской стрелковой артиллерийской бригады. 2 апреля 1915 года Архангельский был переведён на службу в 7-й Сибирский мортирный артиллерийский дивизион. 20 ноября 1915 года выдержал экзамен на чин прапорщика запаса Омского военного округа, а 23 декабря того же года был произведён в чин прапорщика. 10 февраля 1917 года стал лётчиком-наблюдателем в 32-м корпусном авиационном отряде. Принимал участие в воздушных боях Первой мировой войны. Затем был направлен в Офицерскую воздухоплавательную школу, которая находилась в Петрограде.
После Октябрьской революции присоединился к Белому движению. Служил на Восточном фронте Белого движения, но затем был взят в плен. По состоянию на 1 августа 1922 года состоял на особом учёте при Томском городском военном комиссариате. После окончания гражданской войны в России жил в Красноярске, работал инженером-механиком в транспортной конторе Главного управления Северного морского пути. В коммунистической партии — не состоял. 14 ноября 1937 года был арестован и обвинён в нарушении 7-го, 10-го и 11-го пунктов 58-й статьи Уголовного кодекса РСФСР. 9 апреля 1939 года ему был вынесен обвинительный приговор, однако затем дело было прекращено «по реабилитирующим обстоятельствам». О судьбе Виктора Архангельского после апреля 1939 года сведения отсутствуют.

## Награды
Виктор Алексеевич был пожалован орденами Святой Анны 4-й степени с надписью «За храбрость» (приказ по 7-й армии № 1389 от 1917) и Святого Георгия 4-й степени (приказ по 7-й армии № 1765 от 31 октября 1917) — «за то, что 17-го марта 1917 г., возвращаясь с разведки на двухместном самолёте „Ньюпор-10“, встретил неприятельский самолёт, шедший от м. Подгайцы на восток, метким огнем своего пулемета, благодаря искусному манёвру своего пилота, почти в упор, стрелял по неприятельскому самолёту и сбил его. Неприятельский самолёт упал в нашем расположении и сгорел. Два германских офицера захвачены в плен».